# 46722 Ireneadler
46722 Ireneadler este un asteroid din centura principală de asteroizi.

## Descriere
46722 Ireneadler este un asteroid din centura principală de asteroizi. A fost descoperit pe 2 septembrie 1997 la Observatorul din Ondřejov de Petr Pravec și Lenka Šarounová. Asteroidul prezintă o orbită caracterizată de o semiaxă mare de 3,06 ua, o excentricitate de 0,03 și o înclinație de 8,8° în raport cu ecliptica.